# Alabama State Route 19
Die Alabama State Route 19 (kurz AL 19) ist eine in Nord-Süd-Richtung verlaufende State Route im US-Bundesstaat Alabama.
Die State Route beginnt an der Alabama State Route 17 nahe Detroit und endet in Red Bay an der Alabama State Route 24.

## Geschichte
Im Jahr 1944 wurde die AL 19 zwischen Hamilton und Millport eröffnet. Diese Strecke wurde neun Jahre später von der AL 17 ersetzt. 1957 wurde die Straße zwischen Red Bay und Weston wieder mit der Nummer 19 ausgezeichnet. Den heutigen Verlauf bekam die State Route 1968 mit der Erweiterung von Weston bis Detroit.